# Lao Lishi
Lao Lishi (Zhanjiang, China, 12 de diciembre de 1987) es una clavadista o saltadora de trampolín china especializada en plataforma de 10 metros, donde consiguió ser campeona mundial en 2003 en los saltos sincronizados.

## Carrera deportiva
En el Campeonato Mundial de Natación de 2003 celebrado en Barcelona (España) ganó la medalla de oro en los saltos sincronizados desde la plataforma de 10 metros, con una puntuación de 344 puntos, por delante de las australianas y las rusas, y también ganó la plata en los saltos individuales desde la plataforma, siendo superada por la canadiense Émilie Heymans; y en los Juegos Olímpicos de Atenas 2004 ganó de nuevo el oro en los saltos sincronizados y la plata en los individuales, en ambos casos desde la plataforma de 10 metros.